# Saint-Marc-sur-Couesnon
Saint-Marc-sur-Couesnon (bretonisch: Sant-Marzh-ar-C'houenon) ist eine Ortschaft und eine Commune déléguée in der französischen Gemeinde Rives-du-Couesnon mit 550 Einwohnern (Stand: 1. Januar 2022) im Département Ille-et-Vilaine in der Region Bretagne. Die Einwohner werden Médardais genannt.
Die Gemeinde Saint-Marc-sur-Couesnon wurde am 1. Januar 2019 mit Saint-Jean-sur-Couesnon, Saint-Georges-de-Chesné und Vendel zur Commune nouvelle Rives-du-Couesnon zusammengeschlossen. Sie gehörte zum Arrondissement Fougères-Vitré und zum Kanton Fougères-1.

## Geographie
Saint-Marc-sur-Couesnon liegt etwa 32 Kilometer nordöstlich von Rennes am Couesnon, der die südliche Grenze der Commune déléguée bildet. Umgeben wurde die Gemeinde Saint-Marc-sur-Couesnon von den Nachbargemeinden Saint-Hilaire-des-Landes im Norden, Saint-Sauveur-des-Landes im Nordosten, La Chapelle-Saint-Aubert im Osten, Saint-Jean-sur-Couesnon im Süden, Mézières-sur-Couesnon im Südwesten und Westen sowie Saint-Ouen-des-Alleux im Westen und Nordwesten.
Durch die Commune déléguée führen die Autoroute A84 und die frühere Routes nationales 12 (heutige D 812). 

## Bevölkerungsentwicklung
| Jahr                       | 1962 | 1968 | 1975 | 1982 | 1990 | 1999 | 2006 | 2013 |
| Einwohner                  | 491  | 411  | 339  | 368  | 402  | 410  | 459  | 560  |
| Quellen: Cassini und INSEE |      |      |      |      |      |      |      |      |

## Sehenswürdigkeiten
- Kirche Saint-Médard aus dem 15./16. Jahrhundert
- Herrenhaus Saint-Mard

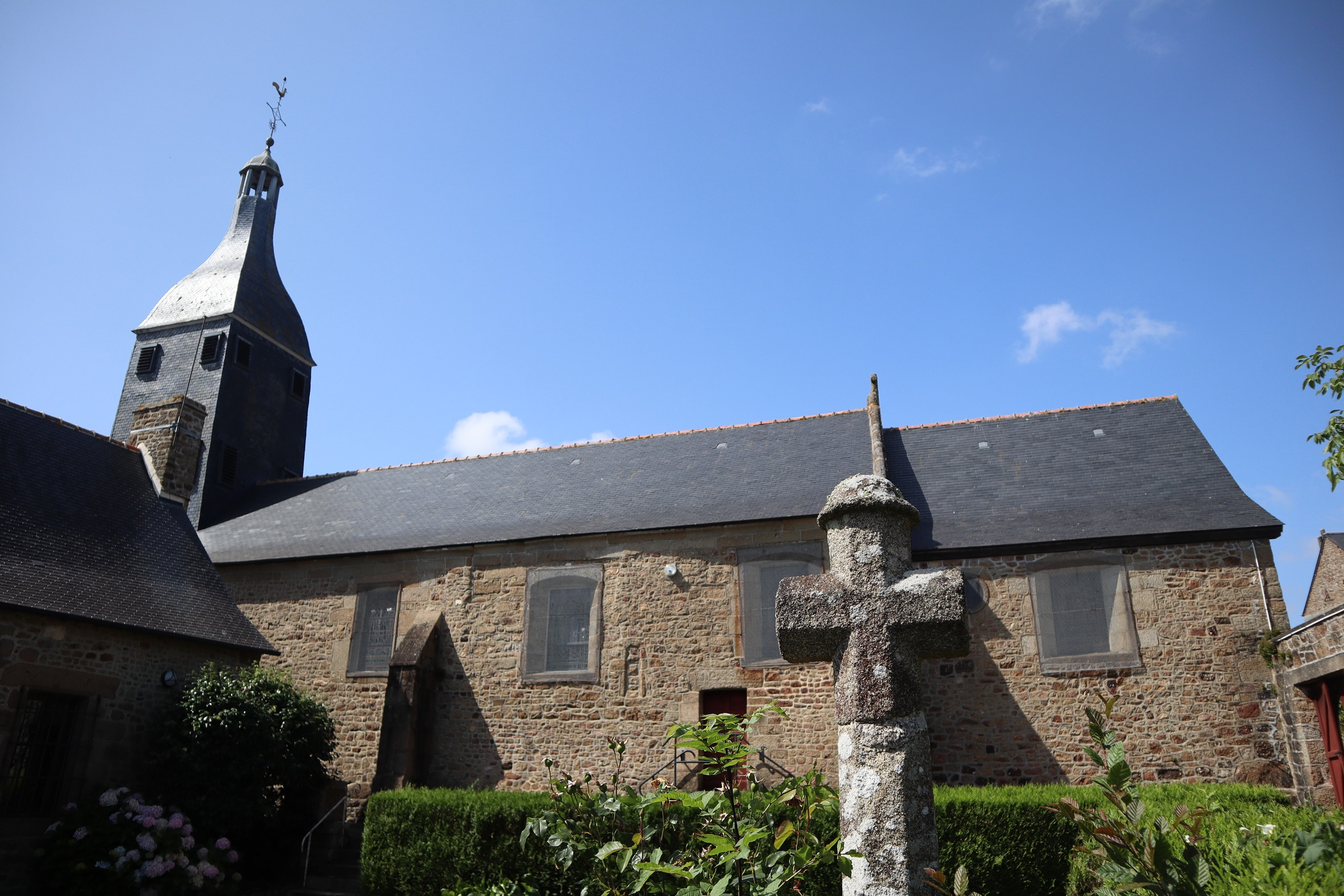
Kirche Saint-Médard
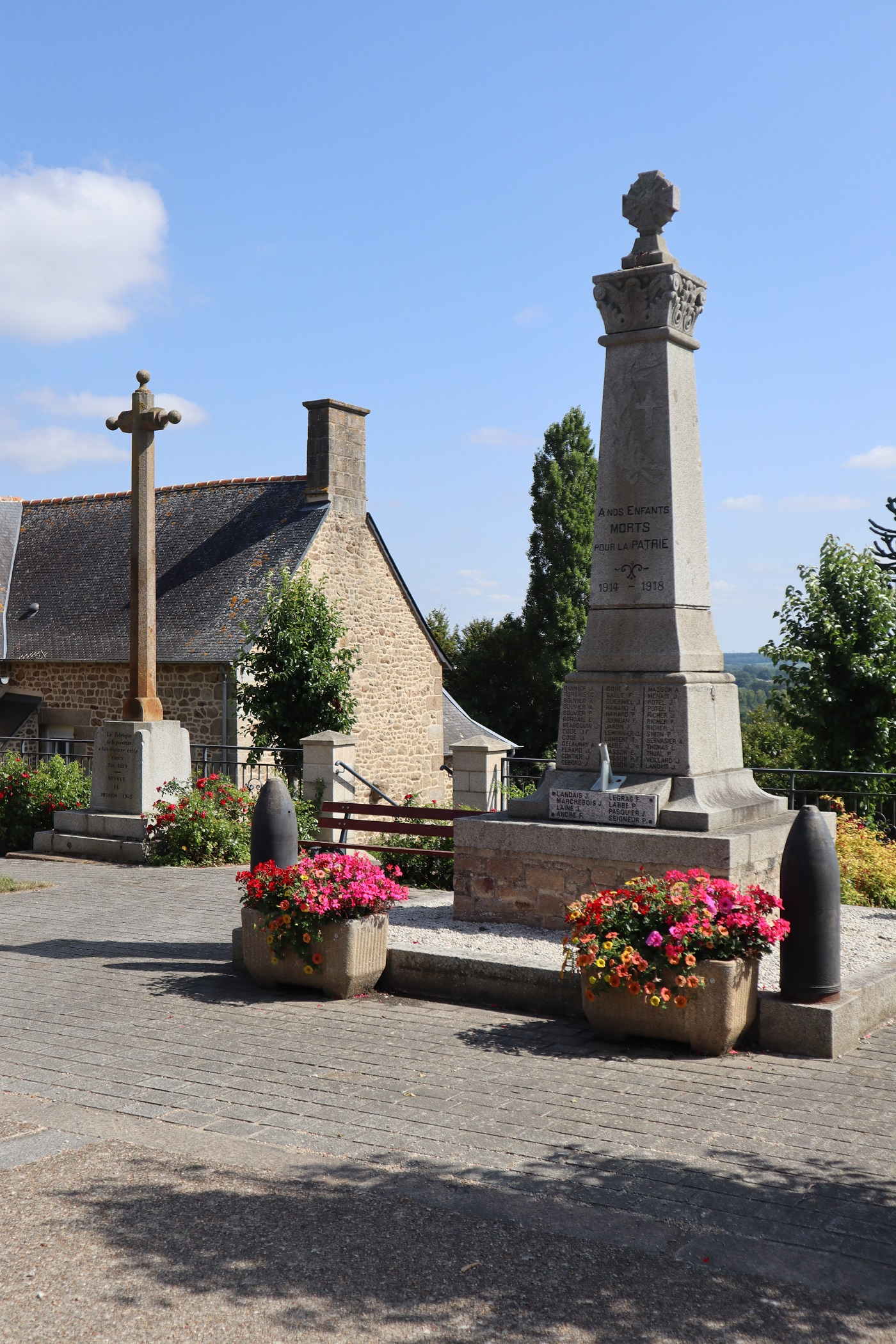
Gefallenendenkmal